# ترکان شورای
تُرکان شورای (انگلیسی: Turkan Soray؛ زادهٔ ۲۸ ژوئن ۱۹۴۵) هنرپیشه، نویسنده و کارگردان ترکیه‌ای است. در سینمای ترکیه به او لقب «سلطان وملکه ترکیه» داده شده است. اوایل دهۀ شصت میلادی فعالیت سینمایی خود را آغاز کرد و نخستین جایزۀ سینمایی خود را به‌عنوان بهترین بازیگر زن در سال ۱۹۶۴ از جشنوارۀ فیلم پرتقال طلایی آنتالیا برای بازی در فیلم «زندگی تلخ» دریافت کرد. ترکان شورای با بازی در بیش از ۲۲۰ فیلم از این حیث یکی از پرکارترین بازیگران در سینمای جهان است. او در تاریخ ۱۲ مارس ۲۰۱۰ به‌عنوان سفیر صلح و حسن‌نیت یونیسف انتخاب شد و گفت: «معتقدم چیزی که با عشق نتوان انجام داد وجود ندارد، اگر توانایی‌ها را با عشق همراه کنیم موفق به حل‌وفصل بسیاری از مشکلات خواهیم شد.»
همچنین این بازیگر توانای ترکیه‌ای دبستانی با نام خود احداث کرده است.
به همراه دیگر بازیگران سینمای ترکیه "هولیا کُچ یئیت"،فیلیز آکین و فاطمه گیریکنام خود را در یک دوره‌ای از سینمای ترکیه برای همیشه ثبت کردند. در بین این چهار بازیگر تنها ترکان شورای بعدها به عنوان نویسنده و کارگردان کار خود را گسترش داد. در سال ۱۹۷۳ در کنار دیگر بازیگر توانای ترکیه‌ای " کادیر اینانیر"فیلم «بازگشت» را بازی و کارگردانی کرد. ۱۹۷۳ «عذاب»، ۱۹۷۶ " قاضی ِ بُدروم"، ۱۹۸۱ " مار را بِکُشند".